# Prosopocoilus motschulskyi pseudodissimilis
Prosopocoilus motschulskyi pseudodissimilis es una especie de coleóptero de la familia Lucanidae.

## Distribución geográfica
Habita en Japón.